# ミマール・スィナン

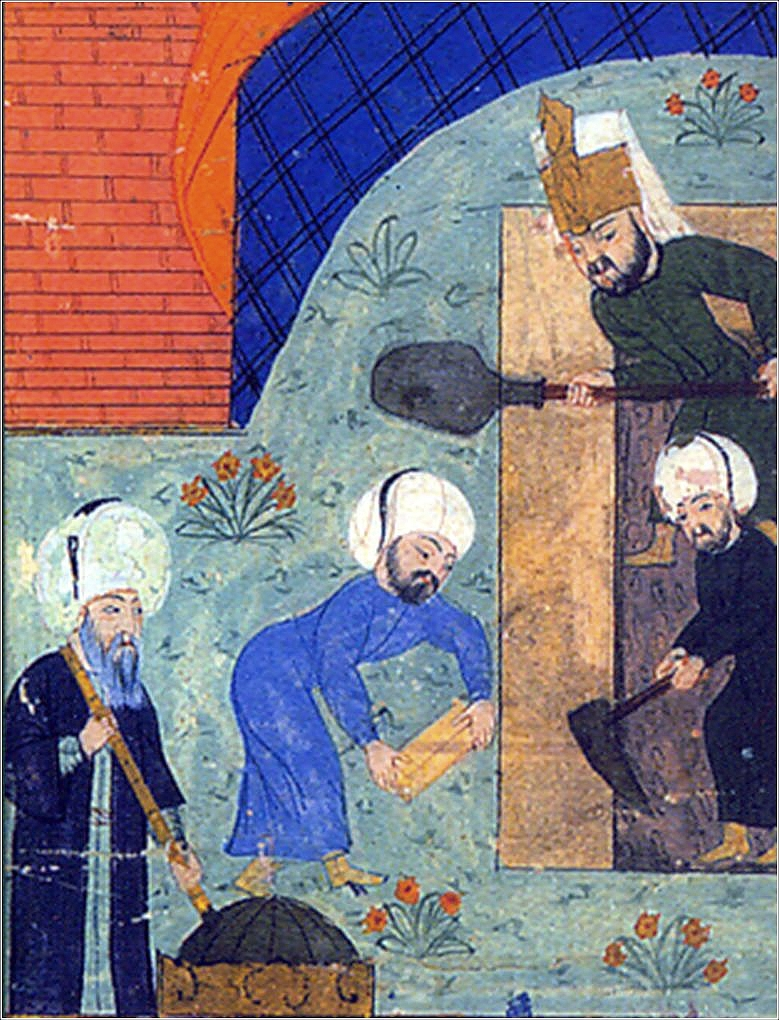
1566年のスレイマン1世廟の建築風景を描いた絵画に描き込まれたスィナンと思しき人物（左端）。（1579年に制作された細密画）

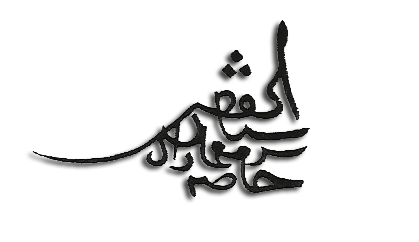
署名

ミマール・スィナン（Mimar Sinan, 1489年 - 1588年7月17日）は、盛期オスマン帝国の建築家の中でも最も著名な人物。1490年前後にアナトリア半島のカイセリ近郊で生まれ、1588年7月17日にイスタンブルで亡くなった。スィナン（シナン）が名前でミマールは建築家を意味するアラビア語由来の言葉であるため、ミマール・スィナンは「建築家スィナン」を意味する。
キリスト教徒の石工の家に生まれ、デヴシルメで徴用されてイェニチェリ（常備軍歩兵）の工兵になった。一介の士官からあっという間に階級を上げ、軍団長にまでなった:96-102。セリム1世、スレイマン1世、セリム2世、ムラト3世というオスマン帝国最盛期を代表する4代のスルターンに仕え、軍歴は50年近くに及ぶ。遠征で赴いた土地は、西はバルカン半島東はメソポタミアまでに及び、各地の建造物を実見した。
前線に出ている間に土木工学に関する実践的経験を積み、道路や橋梁、水路といったインフラストラクチャーの構築を含む、あらゆる種類の要塞建築のエキスパートとなった。50歳ごろ帝室造営局長（ハッサ・ミーマーリ・バシュ）に任命され、軍で培った技術的スキルを良質な宗教施設を創造することに用いることを求められた。帝室モスクの代表作は、イスタンブルのシェフザーデ・ジャーミイとスレイマニエ・ジャーミイ、そして、スィナン自身が自身の最高傑作と認めたエディルネのセリミーエ・ジャーミイが挙げられる:96-102。

## 前半生

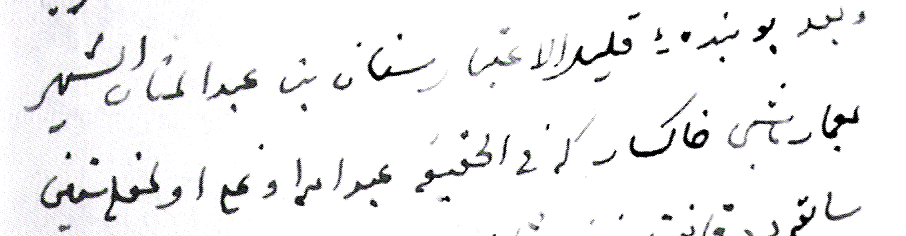
サーイー・ムスタファ・チェレビーが晩年のスィナンから聞き取って筆記したスィナンの自伝の一つ「建築家たちの贈り物(Tuḥfetüʾl-Miʿmārin)」の写本4頁目の7-8行目。 Sinān bin ʿAbdüʾl-Mennān ... ʿAbdullāh oġlı と書かれていることからスィナンの父親はキリスト教徒でスィナン自身は改宗したムスリムであることがわかる。

ミマール・スィナンは、称号を省略しない場合、コジャ・ミーマール・スィナーン・アーガー（オスマントルコ語: قوجه معمار سنان آغا, ラテン文字転写: Ḳoca Mi‘mār Sinān Āġā）という。また、ユースフ・スィナン・ビン・アブドュルメンナンというムスリムとしての個人名を持っていたことが自伝等により推定される。
スィナンは晩年に、友人の文人サーイー・ムスタファ・チェレビーに自分の若いころやイエニチェリになってからの仕事について詳細に語り、これを書き取らせて5つの自伝的回顧録を残した。これらの自伝に基づいて、スィナンは1490年頃に生まれたと推定されている。ただし、1494年から1499年までの間と推定する説もある（トルコの建築家 Reha Günayなど）。出身地はアナトリア半島のカイセリの近くにあるアールナスという小さな町である（とセリム2世により明言されている）。
トプカプ宮殿の図書館には、ムスタファ・チェレビー自筆のスィナンの生涯に関するテキストが、短いが3種類（無題のテキスト、『建築における最高傑作』、『建築の書』）伝わっている。これらの古写本の中で、スィナンは父を「アブドュルメンナン（Abdülmennan）」とだけ呼んでいる。アブドュルメンナンは文字通りには「寛大で慈悲深きお方のしもべ」を意味し、匿名に近い。これはキリスト教徒など、非ムスリムであることを暗に示しているので、スィナンがイエニチェリに入隊した経歴を持つことなどに基づくと、スィナンの父はキリスト教徒であったことは間違いない。スィナンの洗礼名はヨセフであった。スィナンは父の仕事を手伝いながら成長し、イエニチェリに徴用されるまでには建築の実際的な事柄に関して十分な基礎知識を有していたとみられる。

## 軍歴

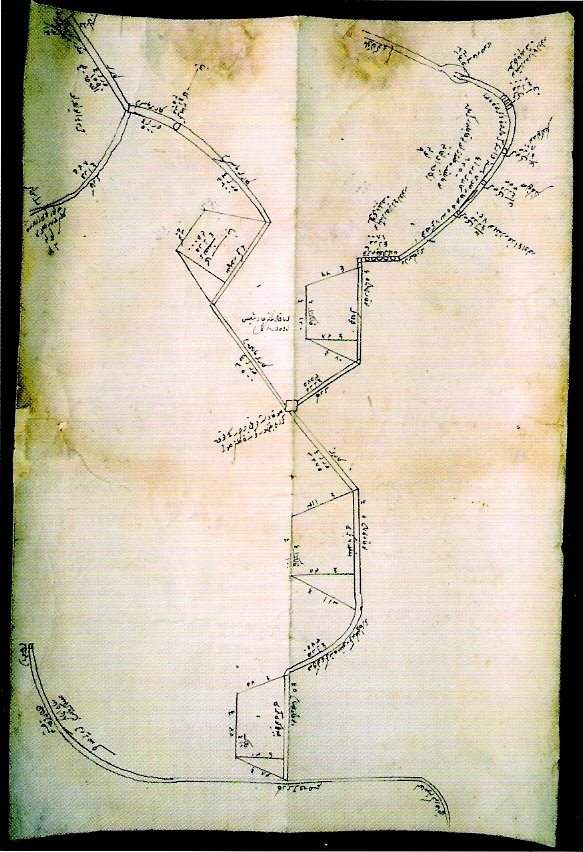
スィナン自身が、イスタンブルの上水施設、クルクチェシュメ水道のために描いたスケッチ

16世紀頃のオスマン帝国には、非ムスリムの子弟をイスタンブルに徴用し、イスラームに改宗させた上で常備軍歩兵、イェニチェリの士官（acemioğlan）になるべく訓練を受けさせる、デヴシルメという制度があった。スィナンは1512年に、このデヴシルメ制に基づきオスマン帝国軍に徴用された。しかし、エンデルーン学校というトプカプ宮殿に付属した士官養成のための寄宿学校へ入寮するには年齢が高すぎたため、その代わりに予備校に送られた。いくつかの史料では、彼が大宰相パルガル・イブラヒム・パシャに見習いとして仕えたとしている。そしておそらくは「スィナン」というイスラーム教徒の名前を拝受したのもイブラヒム・パシャの下でのことであろう。スィナンは当初、大工仕事と数学を習っていたが、資質とやる気を見込まれてすぐに棟梁の補佐に取り立てられ、建築家としての修行を積むこととなった。
スィナンは1518年頃まで6年間を士官見習いとして過ごした。その後スィナンは、セリム1世の最後の外征となったロドス島侵攻と、その2年後、スレイマン1世によるベオグラード攻略戦に従軍した。ハンガリー侵攻にも従軍し、モハーチの戦いにおいては近衛騎兵の一員として戦場にいた。スィナンは近衛隊の隊長に昇進し、士官候補生からなる歩兵隊の指揮を任された。また、のちにオーストリアでの駐屯を命じられ、第62ライフル銃オルタを率いた。また、スィナンは建築家として、構造物が射撃を受けた際の弱点を探究するうちに弓の扱いをマスターしてしまった。
1535年にはバグダード方面への遠征に近衛兵の指揮官として従軍、1537年にはコルフ島、アプリア、モルダヴィアへの遠征にそれぞれ赴いた。東欧への遠征において、スィナンはドナウ川を渡る橋など、防御施設や橋梁の建設、キリスト教会のモスクへの用途変更などを支援した。1535年のサファヴィー朝イランへの遠征時には、軍兵や砲兵がヴァン湖を渡るための船を建造した。これのため、スルタンの近衛隊における隊長の地位、ハセキイーを拝受した。ハセキイーはイェニチェリにおけるアーガーに相当する階級である。
1539年に新しく大宰相になったチェレビー・リュトフィー・パシャは、以前に自分の指揮下にいたことのあるスィナンを、適切な住宅建築を供給するための役所の長官に任命した。これがスィナンの偉大な業績の第一歩となった。この仕事には、道路、水路、橋梁といった社会資本建設はもとよりオスマン帝国内の物資の流れを監督することも求められた。スィナンは何年もかけて、自らに権限を与えられた役所を、上位にある省よりも大きな権力を持った精緻な行政組織に作り変えた。そして、見習いや徒弟も含む建築家集団全体の長になった。

## スィナンの建築
工兵部隊において培われた経験は、スィナンが建築に対して、理論的なアプローチをとるよりも、経験的なアプローチをとることに役立った。さまざまな資料に基づくと、スィナンが建築した建物は、少なくとも、モスク92箇所、マスジド52箇所、マドラサ55箇所、ダリュクッラ（クルアーン学校、darülkurra）7箇所、墓廟（türbe）20箇所、イマレット（公共の厨房、imaret）17箇所、ダリュッシファ（病院、darüşşifa）、公共水道6箇所、橋10箇所、キャラヴァンサライ20箇所、宮殿36箇所、地下礼拝堂8箇所、トルコ式公共浴場48箇所の、合計374の建築物にのぼる。なお、ブリタニカ百科事典によると、スィナンの手がけた建築物は、モスク79棟、宮殿34棟、公衆浴場33棟、霊廟19棟、学校55棟、救貧院16棟、マドラサ（宗教学校）7棟、隊商宿12棟に加え、穀倉、噴水、水道橋、病院などとされている。
オスマン帝国のすべての建築事業を監督する役目を担う帝室造営局長（ハッサ・ミーマーリ・バシュ）を、スィナンは50年間近く務め、何人もの設計者や熟練した建築技術者のアシスタントを含んだ大きなチームで仕事を進めた。
スィナンは自伝で自らの仕事を3つの時期に分けて説明している。シェフザーデ・ジャーミイを建てるまでが「徒弟の時代」、スレイマニエ・ジャーミイを建てるまでが「職人の時代」、セリミーエ・ジャーミイを建てるに至った以後が「親方の時代」である。

スィナンが建てた3つの帝室モスク
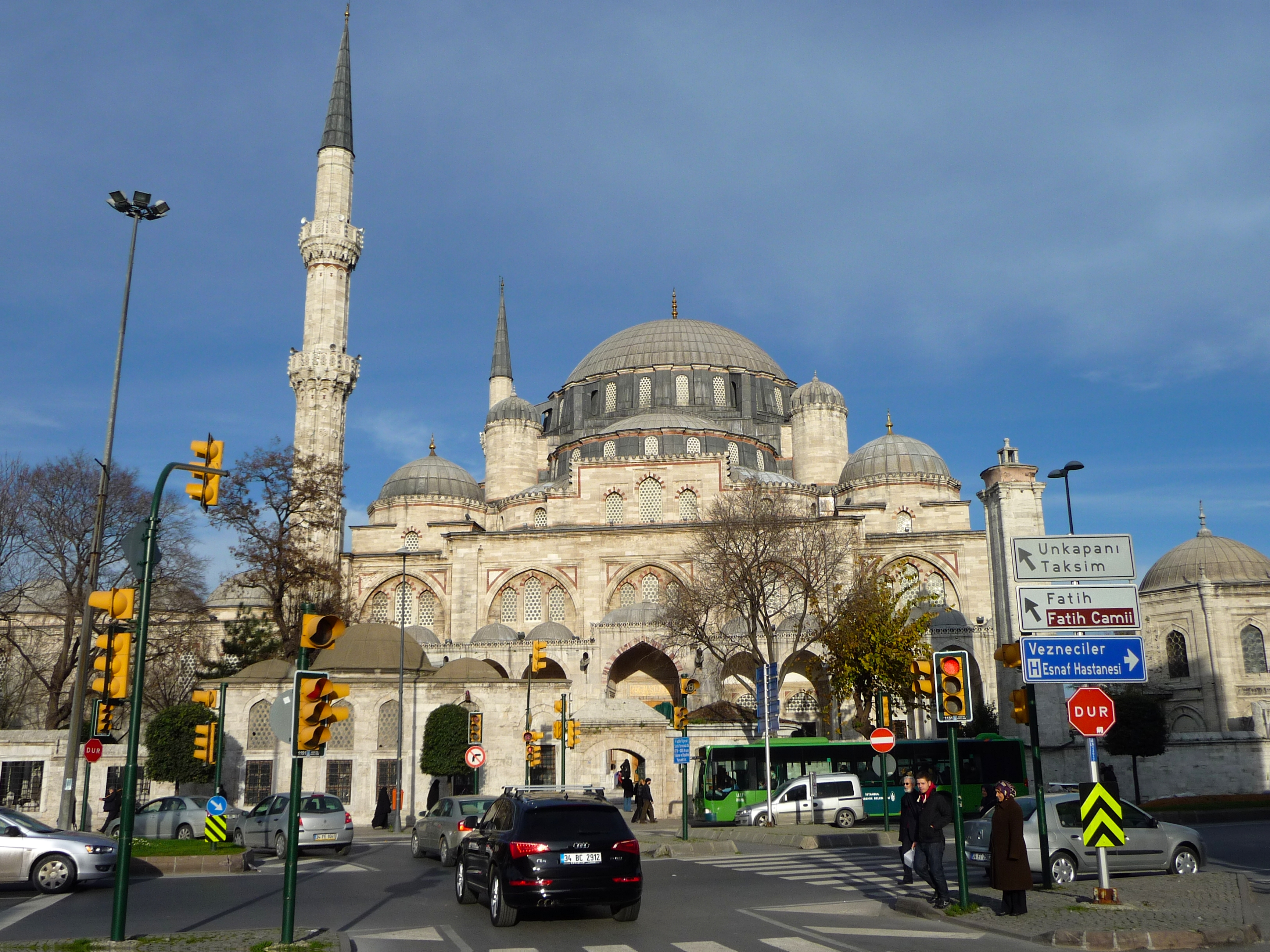
シェフザーデ・ジャーミイ
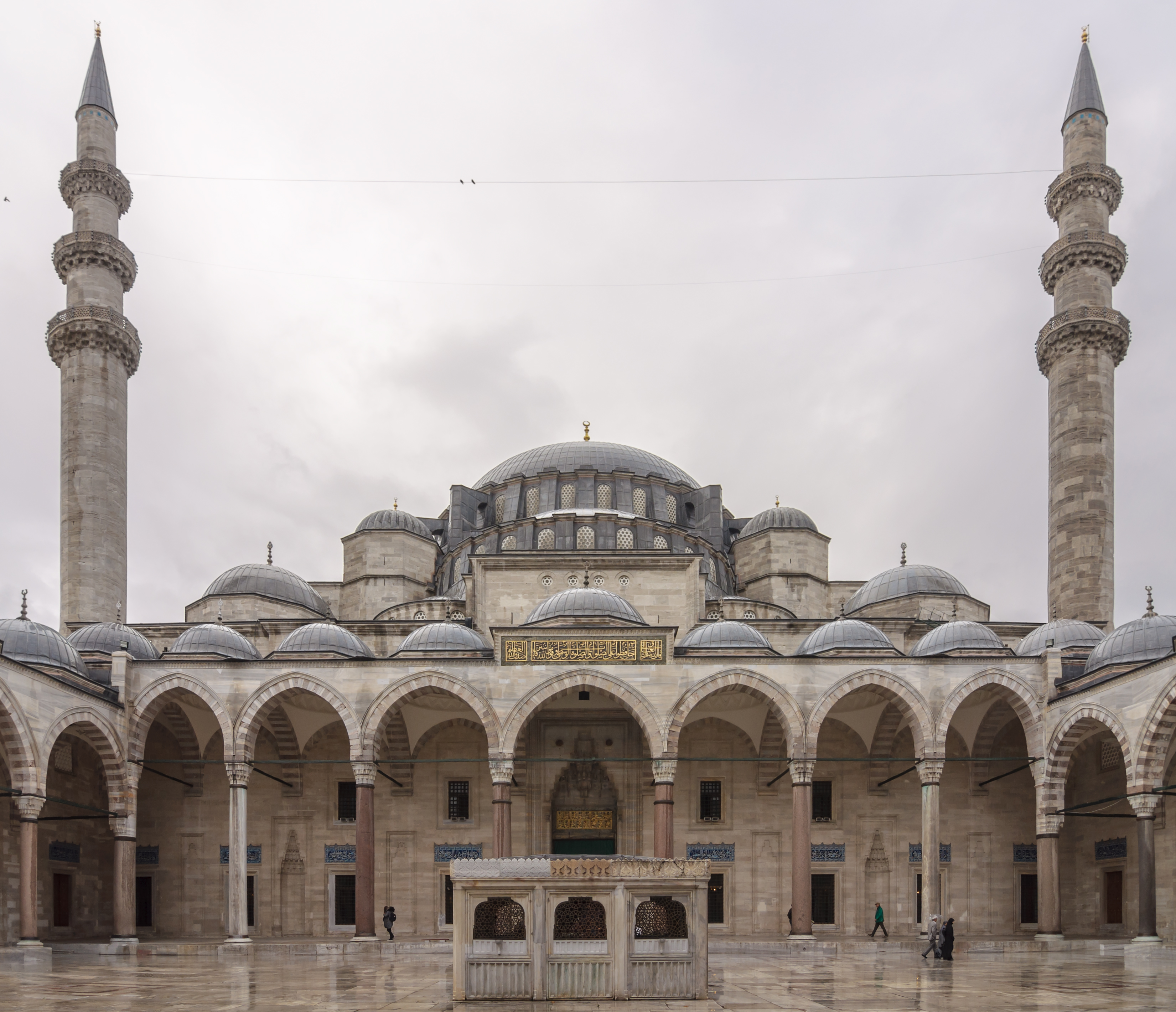
スレイマニエ・ジャーミイ
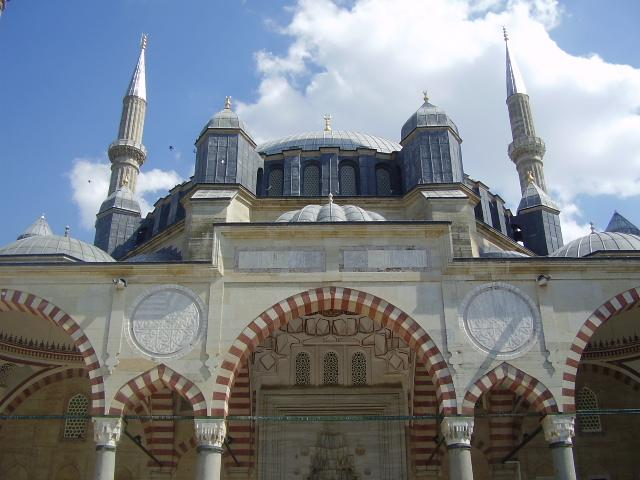
セリミーエ・ジャーミイ

### 概論
ドーム建築を建てるにあたって、まだ駆け出しのころは伝統を墨守せざるをえなかったスィナンであったが、軍隊で工兵として経験を積んだ後は理屈ではなく実践的な観点から建築にアプローチすることができるようになった。設計や工法において新しい試みをする場合はドームが一つの建築でまずそれを試し、その後で複数のドーム構造を持つものにも適用した。スィナンはモスクの構造と意匠に幾何学的純粋さと機能性、空間的統合を得ようとした。そのすべての試みにおいて彼は想像性を発揮し、明晰で統一化された空間を作り出すことを願った。そこでスィナンは半ドーム、柱、立ち壁、側廊といったドームを取り囲む要素の多種多様な組み合わせを試しながら一連のドーム建築を発展させていった。スィナンが設計したドームやアーチは言うまでもなく曲線を描いているが、その他の要素においては極力曲線を避けている。ドームの円形は内から外へ行くにしたがって、四角形や六角形、八角形を基本とした形状に変形していく。下部の円筒状の空間に側壁がない主ドームを頂点とし、それに連なる従ドームにより構成されるピラミッド型の外観と、この主ドームが高さ方向に空間をまとめあげた結果得られた全一的内部空間との間には、幾何学的な調和が目指された。この空間の組織化にこそスィナンの真骨頂があり、設計により生み出される張りつめた印象が融解するところに彼の才能が発揮された。装飾の利用方法にも革新をもたらし、全体的に装飾が建築要素の中に入るようにした。主ドームの下に空間に、たくさん設けられた窓から燦々と外光が降り注ぐように設計することで、求心性を強調した。また、モスクをキュッリエという複合施設の中に組み入れることによって、コミュニティの人々の学びの場として、あるいは、衛生上の問題を解決する場所として機能するように設計した。
シェフザーデ・ジャーミイはスィナンがはじめて建てた大モスクである。同年に完成したミフリマーフ・スルタン・ジャーミイは、3つの副ドームにより主ドームが支えられるという独自の設計がなされている。スィナンの齢が70に届いたころ、彼はスレイマニエ・ジャーミイを中心とした建築複合体の設計及び建築を完成させた。スレイマン1世の名前が冠されたこの建物は、金角湾を望むイスタンブルの丘の上に位置し、この時代を象徴する記念碑のひとつである。スレイマニエ・ジャーミイのドームの直径は、スィナンが80歳頃のときに完成させたセリミーエ・ジャーミイの31メートルよりも大きく、スィナンの到達した技術的水準の高さを最もよく表す好例である。セリミーエ・ジャーミイの設計、建築、タイル装飾、床石の精緻な配置には、彼の芸術性が頂点に達したことが見て取れる。
スィナンが特徴的な設計を行ったもうひとつの建築分野が、墓廟建築である。シェフザーデ・メフメト廟は、外構の装飾と、縦に割ったように切り取られた形状のドームの見事さとで有名である。リュステム・パシャ廟は、古典様式の非常に魅力的な構造を有している。スレイマン1世廟は、八角形の躯体に平らなドームという興味深い実験作である。正方形のプランを持つセリム2世廟は、トルコ墓廟建築の特徴を最もよく表す好例である。スィナン自身の霊廟は、スレイマニエ・ジャーミイの複合的建築群の北東に置かれ、非常に簡素なつくりである。

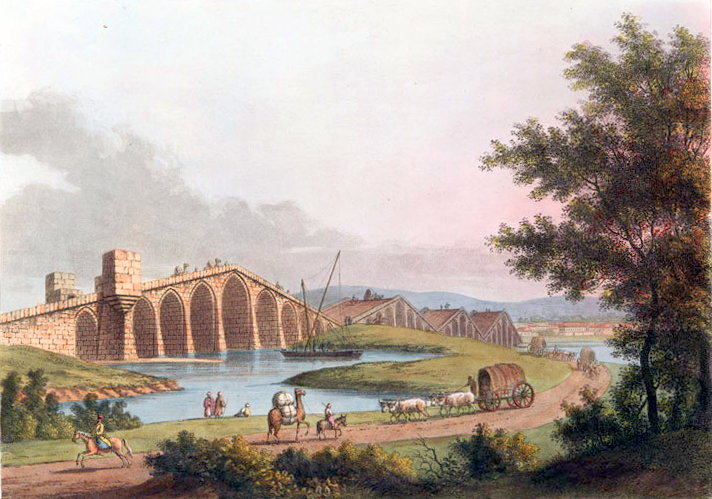
ビュユクチェクメジェ湖のカーヌーニー・スルタン・スレイマン橋

橋梁建築においてもスィナンは熟練の手際で機能主義と芸術とを調和させた。最長の作品は、マルマラ海に開いたビュユクチェクメジェ湖の入口に架けた全長約635メートルのものである。その他に重要な橋梁作品としては、シリヴリにある31個のアーチを持つスレイマン大帝橋、スヴィーレングラードのムスタファ・パシャ橋、リュレブルガズにあるリュレブルガズ川に架けた橋、エルゲネ川に架けたスィナンル橋、ドリナ川に架けたヴィシェグラードのソコッル・メフメト・パシャ橋がある。
スィナンはイスタンブルの水道設備を保守・改善する傍ら、いくつかの都市でアーチを持つ上水道の建築を行った。アリベイ川の上方35メートルを立体交差して跨ぎ、257メートルの長さを持つマグロヴァ疎水は、2段アーチを持つ構造であり、彼の水道建築の特徴をよく表している。
スィナンが建築事業に取り組み始めたとき、オスマン帝国の建築は高い有用性があることが求められた。既存の類型を繰り返しなぞり、型にはまった設計を基礎としていた、このころのオスマン建築は、全体を通して見た理念のようなものはなく、部分部分の単なる寄せ集めに過ぎなかった。新規なアイデアが避けられていたから、新しい建物に対して新しい設計を構想する建築家はいたかもしれないし、アシスタントや現場の人間は何をするべきかわかっていた。さらに、建築家たちは自分たちの設計が失敗しないように念には念を入れたため、材料と労働力の使い方に非常に大きな無駄を生む結果となっていた。スィナンはこれらすべてをゆっくりと時間をかけて変革していった。確立された建築方法に変革をもたらしたそのやり方は、伝統に新規な改善を加えることによってその伝統を拡大し、また変形することによって、その伝統を完成へと導こうとするものであった。

### 「徒弟の時代」

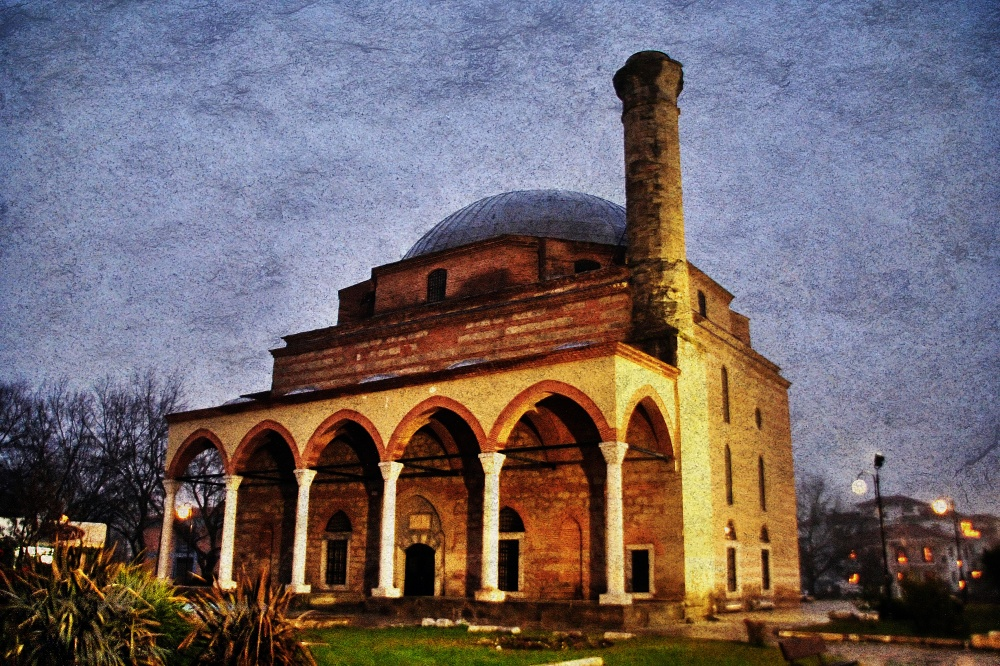
トリカラのクルスーム・ジャーミイ

この時期のスィナンの建築は、オスマン建築の伝統的なパターンをなぞってはいたが、次第に他の可能性を探索し始めていた。その理由は、彼が軍歴を重ねる中で、ヨーロッパや中東の新たに占領した町にあった建築上の重要性のある建物を研究する機会を得ていたからである。
1530年代半ば、スィナンは重要な建物を設計する機会をはじめて得た。シリアのアレッポに建てたヒュスレヴ・パシャ・ジャーミイ（フスルウィーヤ・モスク）とそれに付属する2棟のマドラサである。ヒュスレヴ・パシャ・ジャーミイは、スィナンの上役でアレッポのスルタンであった人物のために、2つの大きな遠征の合間を縫って、1536年から1537年の冬の時期に建設された。建築をひどく急いだ痕跡が、つくりの粗末さや、ぞんざいな装飾に見て取れる。

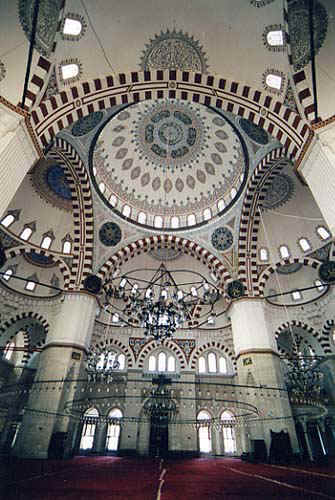
シェフザーデ・ジャーミイ

帝室造営局の建築家として最初にうけた主要な依頼は、スレイマン1世の正后ロクセラーナ（ヒュッレム・スルタン）のための、さほど大規模ではない複合的な居宅の建設であった。スィナンは先人の引いた線のとおりの設計をしなければならず、まったく創意のない、使える空間をただ伝統に従って並べただけの設計に終始した。それでも妃の居宅はアレッポのモスクよりもうまく建てることができ、ある種の気品を漂わせた。もっとも、その後、この妃の居宅は多くの修繕に苦しんだ。1537年に南アルバニアのヴロラに建てられた防御塔の設計もスィナンの手によるものとされている。ヴロラはスレイマン1世のイタリア遠征時に陣を張った町であるが、そこにスィナンが建てたムラディーエ・ジャーミィの防御塔は、テッサロニキの白塔に非常によく似ている。
1541年に大提督バルバロス・ハイレッディンの墓廟 (türbe) の建設に取り掛かる。この墓廟が建てられたベシクタシュ地区は、イスタンブルのヨーロッパ側の岸辺にあり、提督の軍船がよく集結した場所であった。奇妙なことに提督はその墓廟ではなく、その近くにあるイスケレ・モスク（下述）に埋葬された。そのとき以来現在まで、この墓廟の存在はほとんど無視されていた。
スレイマン1世の一人娘で、大宰相リュステム・パシャの妻、ミフリマーフ・スルタンの委嘱により建設したウスキュダルのイスケレ・モスク（ミフリマーフ・スルタン・ジャーミイ (ウスキュダル)として知られる）は、マドラサ（大学）、イマレット（厨房）、メクテブ（クルアーン学校）が付属する大規模な複合施設であり、広々とした高い中央の空間、すらりとしたミナレット（尖塔）、単一のドーム天蓋、両翼に広がる3つの半ドームが3つのエクセドラに突き当たる構造、幅広の二重ポルチコといったいくつかの点で、スィナンの円熟期の様式の特徴を見て取ることができる。なお、イマレットは現存しない。建設の完了は1548年。二重ポルチコが建設されたのはオスマン建築史上初めてではないが、これを機に公共のモスクやワズィールが建てるモスクなどに流行する。内側のポルチコの柱頭に鍾乳石が用いられ、外側のポルチコの柱頭がシェヴロン・パターン（V字）で造作されたこの二重ポルチコを見たミフリマーフとリュステム・パシャは、イスタンブルの3つのモスクと、テキルダーのリュステム・パシャ・モスクにも二重ポルチコの設置を所望した。
1543年11月、スィナンが上述のイスケレ・モスクの建設を始めたばかりのころ、スィナンは急遽、スレイマン1世に新しいジャーミイの建設を命じられた。そのジャーミイは、大帝の最もかわいがっていた息子の墓廟に付随する大規模なものであって、大帝はバルカン半島への何度目かの遠征から帰還したある日に突然、皇太子シェフザーデ・メフメトが齢22で亡くなったという知らせを受け取ったのであった。このシェフザーデ・ジャーミイには、それまでのスィナンの建築作品のどれよりも大規模、且つ、野心的な試みが盛り込まれることになった。そのため、建築史の専門家からは、スィナン最初の傑作であるとの評価がなされている。
大きなドームを中心にするという構想に取り憑かれたスィナンは、ディヤルバクルのファティフ・パシャ・ジャーミイや、ハスキョイのピーリー・パシャ・ジャーミイのようなモスク建築の設計の仕事を始めた。スィナンがペルシア遠征に従軍した際に、上の2つのモスクを訪れた可能性は高く、遠征以後に設計した中央ドームを持つモスクにおいては4つの同じ大きさの半ドームが中央ドームに付随する設計がなされている。この上部構造は巨大ではあるが優美な、八角になるように丸溝が彫られた自立する4本の支柱により支えられ、これらの支柱がそれぞれ横の壁に合体する。四隅の箇所では、屋根を越える高さにそれぞれ尖塔が延び、建物をしっかり定位させる働きをする。この整然とした建築コンセプトは、既に伝統的なオスマン建築に何かを付け足したような設計とは異なっており、特筆される。セデフカル・メフメト・アーガーは、のちに彼が設計したスルタン・アフメト・ジャーミイにおいて、その外見を少しでも軽く見せようとして、丸溝を彫った支柱のコンセプトを流用する。しかしながら、スィナンは同じ手を別のモスクでもう一度使おうとはしなかった。

### 「職人の時代」
「壮麗者」スレイマン1世が権力の絶頂にあったのは1550年までである。彼は早世した息子のために大モスクを建てた今こそ、自らの名前を冠した大モスクの建設をするべきときのように感じた。金角湾を見下ろすなだらかな傾斜の丘の上に建ち、他のどんなものよりも偉大な記念碑となるジャーミイを。資金に問題はなかった。スルタンが長年にわたってヨーロッパやペルシアを相手に遠征を繰り広げた結果手に入れた戦利品や領土があるためである。スレイマンはスィナンにジャーミイを建造の勅命を発した。スルタンの希望はジャーミイに大規模なキュッリエが付属するもので、ジャーミイを中心に4つのマドラサ、1つのイマレット、病院、難民収容所、ハンマーム、キャラヴァンサライ、そして旅人の宿泊所タブハーネ（普通は遊行デルヴィーシュを泊めるためのもの。3日間は無料で泊まれる。)が取り囲むものであった。いまや大量のアシスタントを抱える大きな役所の長になっていたスィナンは、この手ごわい案件に7年の歳月をかけて取り組み、完成させた。こうして完成したスレイマニエ・ジャーミイは、屋根部分の構造が立方体を半分に切った形状をしている。この半立方体の屋根形状は既存のモスクにはなかったものであり、スィナンはこれのアイデアをアヤソフィアから得たと見られる。スィナンはルネサンスの建築家レオン・バッティスタ・アルベルティの思想を知っていたに違いない。それというのもアルベルティもまた理想の教会にこだわり、建築における幾何学的な完全性を通して調和を表現したからである。なお、アルベルティは建築理論をローマ時代の建築家ウィトルウィウスの著作『建築について』に学んでいる。しかしながら、東地中海世界の西側の建築家と対照的なところは、スィナンが豊富化よりも簡素化により強い興味を示していることである。彼は単一の中央ドームの下に、できる限り大きな容積が確保されるようにした。ドームは真円を基本に成り立っている。真円は幾何学的に完全な図形であって、神の完全性を抽象的に表現する。スィナンは建物の形状や比率に微妙な幾何学的関係が保たれるようにしていたが、スレイマニエ・ジャーミイの場合はそれぞれの関係が2の倍数になることを基調にした設計を行った。後年ではソコッル・メフメト・パシャ・ジャーミイ（イスタンブルの港地区）などで見られるように、ドームの形状や横幅を制作する際、3分割や2対3の比率もよく使うようになった。
スィナンがスレイマニエの建設にかかりきりになっている間にも、スィナンの弟子たちが設計図を描き、現場に出向いて職人に指示をして、多くの建物を建てていった。そうした建造物についてもスィナンの名前がクレジットされており、大宰相パルガル・イブラヒム・パシャの名前を冠したモスクや、スレイマニエと同じ地区に属する1551年に建てられた霊廟などもスィナンの作と伝えられる。

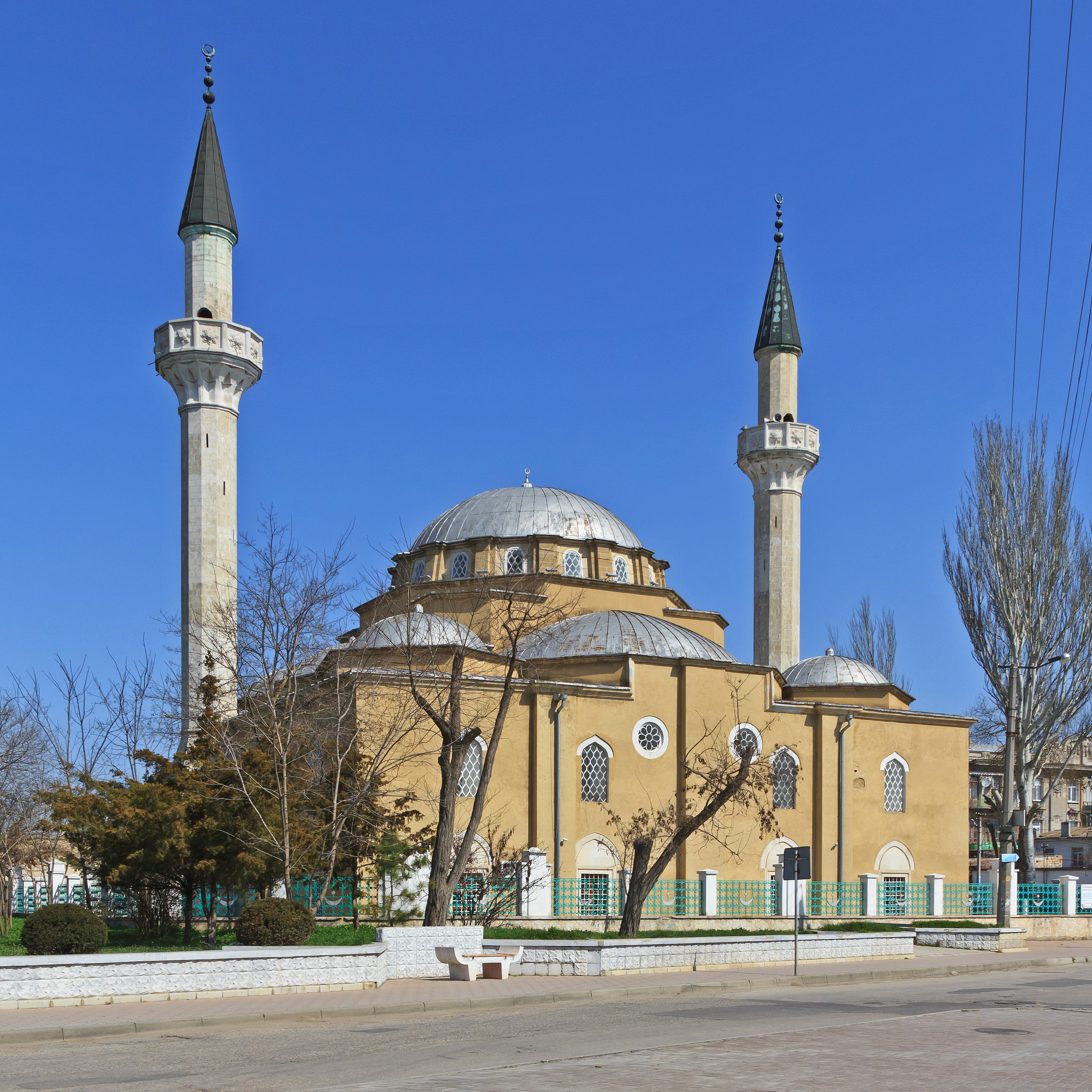
クリミア半島イェウパトーリヤの金曜モスク（ジュマ・ジャーミイ）

次代の大宰相リュステム・パシャもスィナンに多くの依頼を行った。1550年前後にスィナンは彼の依頼により、イスタンブルのガラタ地区やエディルネ、エルズルムに大きな旅籠（ハーネ）を建てた。イスタンブルの八角形のマドラサもリュステムの依頼による。
1553年から1555年の間にスィナンがイスタンブルのベシクタシュ地区に建てたスィナン・パシャ・ジャーミイは、大提督スィナン・パシャに奉献するモスクであるが、エディルネのウチュ・シェレフェリ・ジャーミイを小さくしたような構造をしている。このことからわかるのは、スィナンが他の建築家の作品を徹底的に研究していたということである。とりわけ、スィナンは、自分が維持管理の責任を負っていた建造物を研究していた。彼は昔の構造を模倣し、建築上の弱点について思索をめぐらした。その上で解決策を編み出し、その弱点を克服しようとした。その好例が、1554年にイスタンブルに建てたカラ・アフメト・パシャ・ジャーミイである。このモスクは、次代の大宰相カラ・アフメト・パシャに奉献したものであり、スィナン・パシャ・ジャーミイで模倣した構成がふたたび採用されているが、六角形の平面プランを有している。この特徴的な平面プランは初めて試みたものであり、これにより4つの副ドームを半ドームに縮小し、45度の角度をつけて各々のコーナーに設置することが可能になった。この設計はのちに、ソコッル・メフメト・パシャ・ジャーミイやウスキュダルのアティック・ヴァリデ・ジャーミイにも用いられた。
1556年にスィナンはハセキ・ヒュッレム・スルタン・ハンマームを建設した。これはアヤソフィア寺院に近接したところに古くからあるゼウクシッポスの公共浴場を一度取り壊してから再建したものであって、スィナンが手がけたハンマームの中で最も美しいものの一つであろう。1559年に今度は、アヤソフィアの前庭の下手にチャフェル・アーガー・メドレセを建てた。同年、ボスポラス海峡沿いの町にエジプト総督イスケンデル・パシャのモスクも建てたが、これはスィナンの役所が年中請け負っていた、細かなルーチンワークの一つにすぎない。
1561年にリュステム・パシャが亡くなる。寡婦となったミフリマーフ・スルタンの監修の下、スィナンは同年からかの大宰相を追慕するモスクの建設を始めた。今回、中央部の形状に採用されたのは八角形である。四隅に半ドームを配したこの形状は、ハギオン・セルギオス・カイ・バッコス聖堂に倣ったものである。同年にスィナンはシェフザーデ・ジャーミイの庭に、イズニクで産する最良のタイルを用いて装飾したリュステム・パシャの墓廟を建てた。
夫の遺産を受け継いだミフリマーフ・スルタンはもともと自分が持っていた資産も併せると膨大な富を持つようになり、いまや彼女自身のモスクを望んだ。そこでスィナンはイスタンブルの七つの丘の最も高い丘の上にあるエディルネ門のある場所に姫のジャーミイを建てた。このミフリマーフ・スルタン・ジャーミイ (エディルネ門)は隆起した高台の上に聳え立ち、景観にアクセントを与えている。建造は1562年から1565年にかけて行われた。雄大さの表現に並々ならぬ関心を注いだスィナンの想像力は、このモスクで大きく花開いた。アーチ構造の支持構造として新しいやり方を用い、縦方向に空間を配置して窓として使える領域を増やした。中央ドームは高さ37メートル、直径20メートル。穹隅により方形の基礎の上に支えられる。基礎の上には3つのキューポラをそれぞれ有する2列の側廊も設けられた。方形の基礎の四隅にはそれぞれ巨大な柱が聳え立ち、多数の窓が開いたアーチ状の面に連結する。このアーチには15個の大きな窓と4つの円窓が設けられており、溢れんばかりの外光を堂内にもたらす。この革命的建築においてはオスマン建築が許される範囲内で最もゴシック建築に近づいた。
1560年から1566年の間にスィナンは、イスタンブルのアイヴァンサライを越えた丘の上にザール・マフムード・パシャ・ジャーミイを建設した。スィナンは確かに設計を考え建築を監督はしたが、建物の重要でないところは力量に劣る職人たちの手に任せた。なぜなら、スィナンとその最も優秀な部下たちは、今や彼の畢生の大作、エディルネのセリミーエ・ジャーミイの仕事に取り掛かろうとしていたからである。高く聳えるザール・マフムード・パシャ・ジャーミイの東側の外壁には、4層になる窓が穿たれており、この特徴がモスクを一種の宮殿か集合住宅のようにも見せていた。内側には3列の広い側廊があり、これがあることで内装をこぢんまりと見せている。また、この構造の重みがあることで、ドームが予期できぬほどに高くなっているように見せることに成功している。この側廊はセリミーエ・ジャーミイの側廊の予行演習であった。

### 「親方の時代」

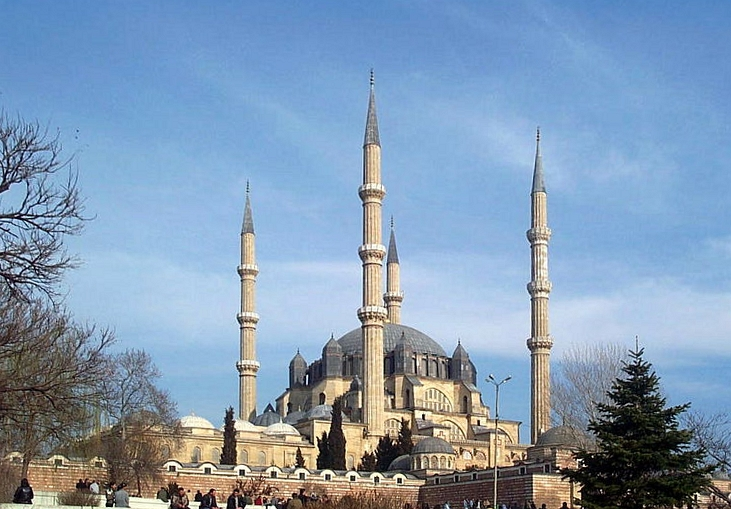
エディルネに建つセリミーエ・ジャーミイ、1575年建造。

スィナンの人生も終わりに差し掛かったこのころになると、彼は建物の内側を高尚で優雅な造作で統一しようとした。この目的を達成するため、中央ドームを支える柱以外の付加的な要素の一切が排除された。この設計思想に基づく作例は、ソコッル・メフメト・パシャ・ジャーミイやセリミーエ・ジャーミイに見ることができる。その他の晩年の作においても空間や壁の扱いに、それ以前のオスマン建築にはなかったスィナンの試行錯誤が見られる。
自伝によるとスィナンはエディルネのセリミーエ・ジャーミイこそが自分の最高傑作であると認識していた。確かにこのモスクは伝統的なオスマン建築の縛りにとらわれることなく、古典期オスマン建築のすべてにおける絶頂であると言え、スィナン建築の到達点を示している。スィナンは建築中に「『アヤソフィヤより大きなドームは作れるわけなかろう、ましてやムスリムには』などとは金輪際言わせん」と発言したと伝えられる。そのため、千年古い偉大なアヤソフィヤへの、この対抗意識こそが本モスク設計の動機であったと考えられる。実際に、床からドームの天井までの高さはアヤソフィヤより高い（ただし、地上からの高さを測るとセリミーエのほうがアヤソフィヤより半メートルほど低い）。完成時には齢80を越えていたスィナンであったが、穹窿の内側にこの上なく全一化された空間を作り出すという狙いをついに実現させた。今回採用したのは直径31.28メートル、高さ42メートルの八角形の中央ドームである。このドームを支える大理石と御影石でできた8本の柱は柱頭を一切持たず、その代わりに入隅迫持もしくは持ち送りを持つ。これはアーチが柱の外側からだんだんと持ち上がってくるような視覚効果を生む。さらに、縦に長い側廊が遠方に配置されることでこの立体的効果が見るものの目に強く印象付けられる。堂内には立ち壁に多数設けられた窓から外光が降り注ぐ。中央ドーム構造体を支持するバットレスとして機能する半ドームがドーム下の四隅に設置されている。類まれな開放感と優美さを演出することによって、荷重や内壁の張力は隠されている。礼拝空間の四隅に建つ尖塔は高さ83メートル、当時のイスラーム世界においては最も高いミナレットであり、イスタンブルの町に威容を示す本モスクの形状に垂直方向のアクセントを与えている。

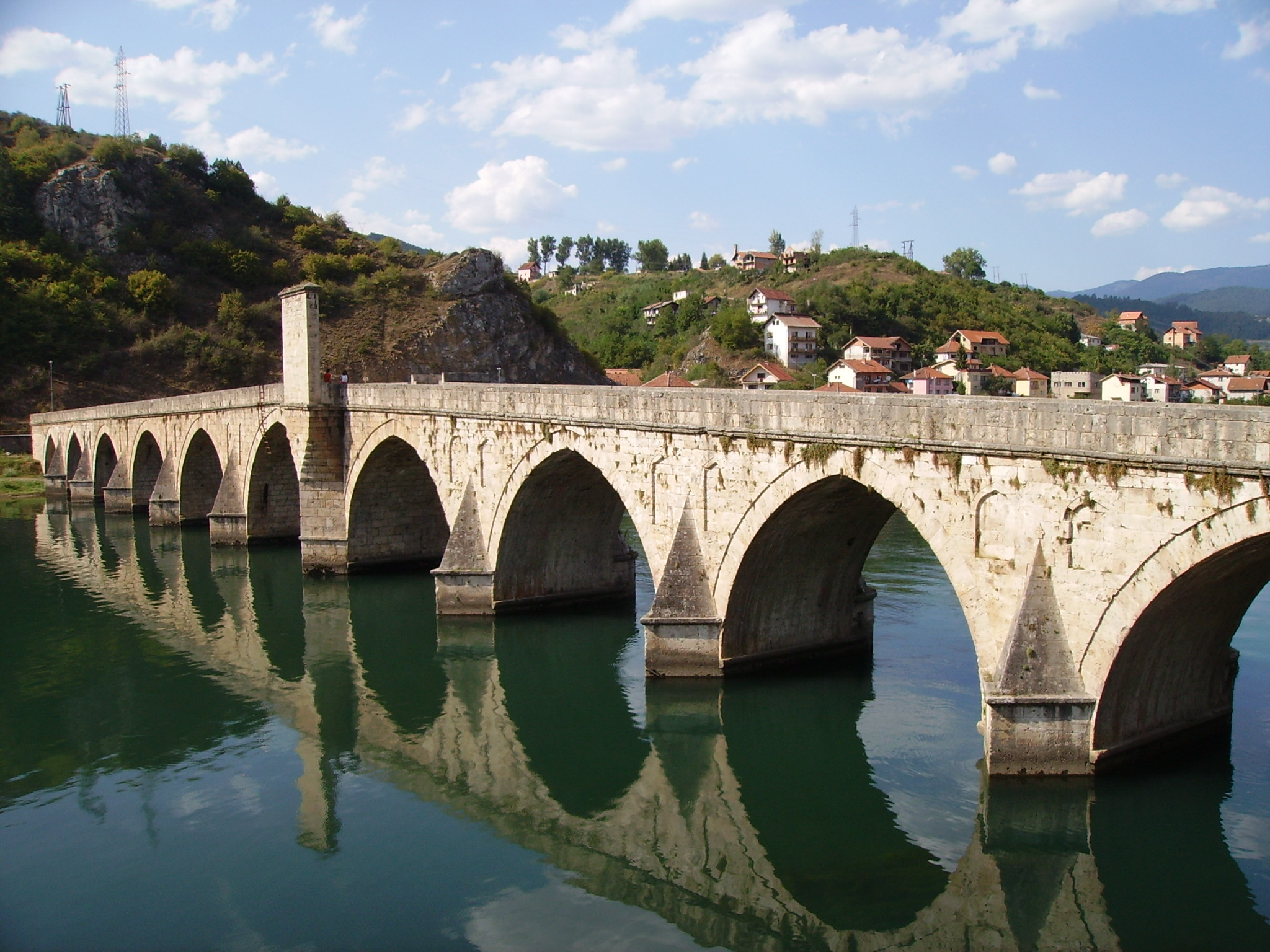
スィナンにより1577年に建造されたソコッル・メフメト・パシャ橋（ボスニア、ヴィーシェグラード）はユネスコ世界遺産に登録された

ダマスクスで一番有名な建物と思われている、バラダ川沿いに建つテッキーヤ・スレイマニエ・ジャーミイ及び付属のキャラヴァンサライや、ブルガリアの首都ソフィアで現在でも唯一、モスクとしての機能を果たし続けているバニャ・バシ・ジャーミイも、スィナンが設計したものである。

## 墓廟

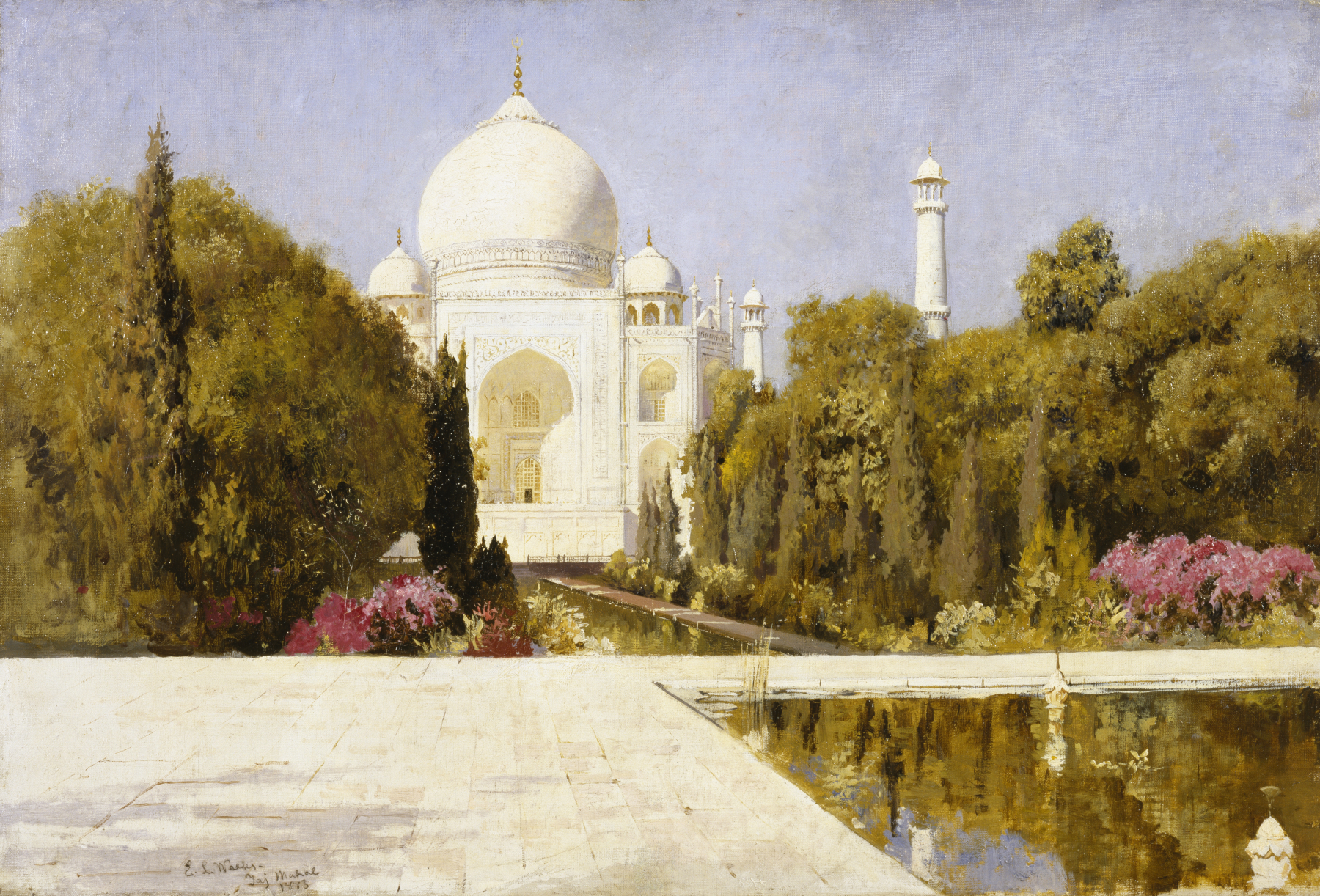
ミマール・スィナンの設計思想は、ムガル帝国のシャー・ジャハーンの命により建造されたタージ・マハル廟の設計にも取り入れられた

スィナンは1588年に亡くなり、自身が設計した霊廟に葬られた。それはイスタンブルのスレイマニエ・ジャーミイの敷地の北東、道を挟んでちょうど向かいにある。
スィナンが長となった政府の部門は広い範囲にわたり、たくさんの助手を育てた。彼らはスィナンに応えて名を上げた。そのような弟子の一人としては、スルタンアフメト・モスクの建築家、セデフカル・メフメト・アーガーがいる。スタリ・モスト橋の設計者もスィナンの弟子の一人である。ムガル帝国のタージ・マハル廟の設計にもスィナンの弟子の一人が関わっている。
スィナンはたびたび同時代の西洋に生きたミケランジェロと比較される。レオナルド・ダ・ヴィンチは1502年に、ミケランジェロは1505年に、それぞれオスマン帝国中枢に金角湾に架ける橋の設計案を提出してみないかという誘いを受けていることからもわかるとおり、ミケランジェロと彼が設計したローマの聖ペトロ大聖堂はイスタンブルでよく知られていた。

## 民族的出自
ミマール・スィナンの民族的出自が議論になる場合がある。エスノセントリズムやナショナリズムが絡んで、難しい問題になっている。
1935年にトルコの研究者グループにより、スィナン廟からスィナンの遺骸が掘り出された。当時は人種の優劣を云々する科学が広汎に支持されており、トルコの研究者グループは、「スィナンの頭蓋骨を測定したところ、彼は確かにトルコ人であることが証明された」と喧伝された。
アルメニアを包含していた頃のソ連の学者などは、アルメニア人説を唱えていた。西側のイスラーム研究者に多い説はカッパドキア人（カッパドキアのギリシア系住民）説である。その他に、アルバニア人説もある。「キリスト教徒のトルコ人」とする説もある。ブリタニカ百科事典では、スィナンがギリシャ系またはアルメニア系キリスト教徒の両親を持つとしている。
アルメニア人説の根拠は、セリム2世がヒジュラ暦981年ラマダーン月7日（西暦1573年12月30日ごろ）に発した勅命にある。この勅命は、スィナンの親族をカイセリのアルメニア人コミュニティすべてに言い渡したキプロス島への追放から免除することを、スィナンの求めにより許すとしたものである。この勅命についてゴドフリー・グッドウィンは「1571年のオスマン帝国によるキプロス征服後、セリム2世が島の人口を回復させるためにエヤーレティ・カラマーンからルーム人ミッレトに属する家族を移住させることを定めたところ、スィナンは一族を代表して裁定を求め、御前会議から一族の追放を免除する2通の勅命を獲得した」と主張している。ハーバート・ミュラーによると、スィナンは「以前はアルメニア人であったようである」という。タフツ大学のルーシー・デル・マヌエリアンは「帝国の公文書やその他の文字資料に基づくと、彼はアルメニア人とみなせるであろう」という。
カッパドキア人説を支持する学者たちは、スィナンの父親の名前がギリシア人にはありふれた名前のクリストス（Χρήστος）であることから、父親は石工か大工であったことがわかるという。
アルバニア人説は、ムガル帝国皇帝バーブルが地元インドの建築と設計にまったく満足せず「オスマン帝国の棟梁、アルバニアの天才、スィナンの弟子の幾人かを、彼の建て方で建てさせるために」インドに招待したという記述に基づく（イギリスの学者パーシー・ブラウンとインドの学者ヴィディヤ・ダル・マハジャンなど）。